# 웨인 그레인저
웨인 앨런 그레인저(Wayne Allan Granger, 1944년 3월 15일~)는 미국의 프로 야구 선수이다. 메이저 리그 베이스볼(MLB)의 세인트루이스 카디널스(1968년, 1973년), 신시내티 레즈(1969년~1971년), 미네소타 트윈스(1972년), 뉴욕 양키스(1973년), 시카고 화이트삭스(1974년), 휴스턴 애스트로스(1975년), 몬트리올 엑스포스(1976년)에서 우완 구원 투수로 뛰었다. 선수 시절 188cm, 74kg의 체격을 갖췄던 그레인저는 빅 레드 머신이라고 불렸던 신시내티 레즈의 전성기 시절에 리그에서 가장 믿을만하고 내구성이 좋은 구원 투수 중 한 명이었다.

## 아마추어 경력
그레인저는 미국 매사추세츠주 헌팅턴에 있는 헌팅턴 고등학교를 졸업했다. 고등학교를 갓 졸업한 1962년에 케이프 코드 베이스볼 리그(CCBL) 소속 야구팀인 사가모어 클라우터스에서 뛰었고, 주로 대학 선수들과 경쟁하며 타율 .329, 홈런과 타점 리그 1위를 기록했다. 2010년에 그레인저는 CCBL 명예의 전당에 헌액되었다.
이후 그레인저는 스프링필드 칼리지에 진학했고 1965년에는 대학 야구팀에서 투수로 뛰었다.
프로 선수 생활하기 시작하기 전에는 퀘벡주의 사그네 시니어 리그에 참가한 팀인 종키에르 브레이브스와 포르트알프레에서 각각 1963년과 1964년에 선수로 뛰었다.

## 프로 경력
그레인저는 1965년에 아마추어 자유계약선수 자격으로 세인트루이스 카디널스와 계약을 맺었다. 그리고 1968년 6월 5일, 24세의 나이로 애스트로돔에서 펼쳐진 세인트루이스와 휴스턴 애스트로스와의 경기에서 메이저 리그 데뷔전을 치렀으며, 이날 선발로 나선 같은 팀 투수 래리 재스터의 뒤를 이어 등판해 상대 타선을 1이닝 삼자범퇴로 틀어막아 세이브를 올리며 소속팀의 3–1 승리를 지켜냈다. 이 경기에서 그레인저가 처음으로 상대한 타자인 밥 아스프로몬테에게는 탈삼진을 솎아냈다. 이해 시즌 34경기에 출전해 4승 2패, 2.25의 평균자책점을 나타냈다.
1968년 10월 11일, 세인트루이스의 보비 톨란, 그레인저와 신시내티 레즈의 베이다 핀슨을 맞바꾸는 트레이드가 단행되었다.
1969년 시즌, 그레인저는 당시 내셔널 리그 단일 시즌 투수 최다 출장이었던 90경기에 출전해 9승 6패, 평균자책점 2.79, 27세이브를 기록했으며, 스포팅 뉴스 올해의 구원 투수상을 수상했다. 이듬해인 1970년에는 67경기에 출전해 당시 내셔널 리그 최다 세이브 기록인 35세이브와 동시에 6승 5패, 2.66의 평균자책점을 기록했으며, 2년 연속 스포팅 뉴스 올해의 구원 투수상 수상을 비롯해 내셔널 리그 사이 영 상 투표에서도 8위에 이름을 올렸다.
1970년 6월, 소속팀 신시내티 레즈가 유서가 깊은 크로슬리 필드에서 리버프론트 스타디움으로 홈구장을 이전하면서, 그레인저는 크로슬리 필드의 역사상 마지막 투구를 던진 동시에 해당 구장에서의 마지막 승리 투수가 되었다.
신시내티 레즈와 볼티모어 오리올스가 맞붙은 1970년 월드 시리즈에서, 3차전에 등판한 그레인저는 상대 팀 투수 데이브 맥널리에게 만루 홈런을 헌납했다. 이는 월드 시리즈 역사상 투수가 만루 홈런을 쳐낸 유일한 사례였다. 7전 4선승제로 치러진 이 시리즈에서 신시내티는 5차전까지 가는 승부 끝에 준우승에 그쳤고, 그레인저의 포스트시즌 출전은 이때가 마지막이었다.
1971년, 그레인저는 70경기에 출전해 다시금 리그에서 가장 많은 경기에 등판한 투수가 되었으며, 7승 5패, 평균자책점 3.33, 11세이브를 기록했다. 1971년 12월 3일, 신시내티의 그레인저와 미네소타 트윈스의 톰 홀을 맞바꾸는 트레이드가 성사되었다.
미네소타에서 한 시즌을 보낸 후, 그레인저는 1973년부터 1976년까지 4시즌 동안 5개의 팀에서 뛰었다. 1972년 11월 29일, 미네소타의 그레인저와 세인트루이스의 래리 히슬, 존 컴벌랜드를 맞바꾸는 트레이드가 단행되었다.
그레인저는 1982년에 신시내티 레즈 명예의 전당에 헌액되었는데, 구원 투수로는 역대 두 번째였다. 그레인저는 매년 열리는 레즈페스트RedsFest와 레즈 명예의 전당 헌액식 등, 레즈 선수단 재결합 행사에 주기적으로 참석해 왔다.